# Tetramer

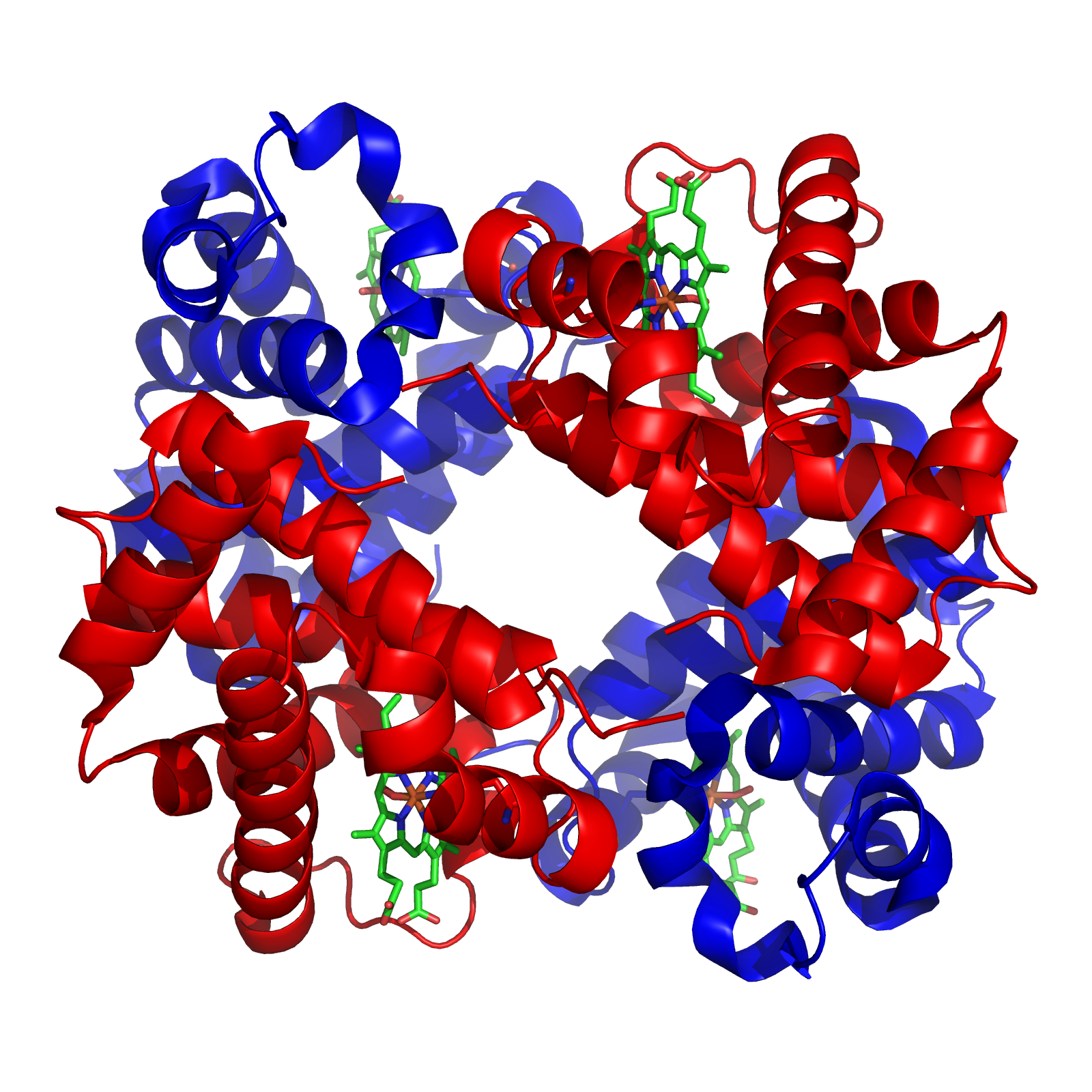
Un exemplu de tetramer este proteina denumită hemoglobină. Subunitățile sunt: α și β.

Un tetramer (tetra-, „patru” + -mer, părți) este un tip de oligomer care este alcătuit la nivel structural din patru monomeri sau subunități, legate una de cealaltă.